# Zdeněk Alexa
Zdeněk Alexa (2. července 1911 Brno – 18. října 1972 Brno) byl český architekt a vysokoškolský profesor. Podílel se na výstavbě pavilonu Z brněnského výstaviště.

## Život
Zdeněk Alexa studoval na reálném gymnáziu v Brně, poté na brněnské české technické škole architekturu a stavitelství. Byl žákem Josefa Krohy a několika dalších profesorů, kteří ovlivnili jeho přístup k architektuře směrem k funkcionalismu. Angažoval se v levicovém Spolku posluchačů architektury, během druhé světové války spolupracoval s KSČ, byl zatčen a uvězněn.
Pracoval jako profesor na Katedře architektonické tvorby, obytných a občanských staveb na VUT v Brně. Navrhl Dům útěchy na Žlutém kopci a podílel se na projektu Pavilonu Z brněnského výstaviště. Navrhl také původní podobu Pavilonu B, podílel se i na tvorbě pavilonu C. V letech 1959–1960 byl děkanem Fakulty architektury a pozemního stavitelství VUT a v letech 1960–1963 děkanem Fakulty stavební VUT.